# Kasper Lundberg
Kasper Lundberg er en dansk journalist, der er vært på radioprogrammet Den Sorte Boks på DR P3 sammen med Frederik Dirks Gottlieb. De har tidligere været værter på Stream Team på Radio 24syv og Serieland på TV2. 
 Der er for få eller ingen kildehenvisninger i denne artikel, hvilket er et problem. Du kan hjælpe ved at angive troværdige kilder til de påstande, som fremføres i artiklen.